# Dr. No (phim)
Dr. No là một bộ phim gián điệp năm 1962 do Terence Young đạo diễn. Nó dựa trên cuốn tiểu thuyết cùng tên năm 1958 của Ian Fleming. Diễn viên chính gồm Sean Connery, Ursula Andress, Joseph Wiseman và Jack Lord, đây là bộ phim đầu tiên trong loạt phim James Bond, và được chuyển thể bởi Richard Maibaum, Johanna Harwood và Berkely Mather. Bộ phim được Harry Saltzman và Albert R. Broccoli đồng sản xuất, và đây là một sự hợp tác kéo dài đến năm 1975.
Trong phim, James Bond được gửi đến Jamaica để điều tra vụ mất tích của một điệp viên người Anh. Cuộc điều tra dẫn anh đến căn cứ ngầm của Dr. No, người đang âm mưu phá vỡ một vụ phóng vũ trụ đầu tiên của Mỹ từ Mũi Canaveral bằng vũ khí chùm tia laser. Mặc dù đây là cuốn sách Bond đầu tiên được dựng thành phim, nhưng Dr. No không phải là cuốn tiểu thuyết đầu tiên của Fleming. Casino Royale là tác phẩm đầu tay về nhân vật Bond; tuy nhiên, bộ phim tạo ra ít tham khảo đến các chủ đề trong các cuốn sách trước đó. Bộ phim này cũng đề cập đến các cuốn sách sau này trong sê-ri, chẳng hạn như tổ chức tội phạm SPECTRE, không được giới thiệu cho đến khi ra đời cuốn tiểu thuyết Thunderball năm 1961.
Được sản xuất với ngân sách thấp, Dr. No là một thành công về mặt tài chính. Mặc dù bộ phim đã nhận được một phản ứng khen chê hỗn hợp khi phát hành, nó đã đạt được danh tiếng theo thời gian là một trong những phần hay nhất của loạt phim James Bond. Dr. No cũng đã cho ra mắt một thể loại phim "đặc vụ bí mật" phát triển mạnh mẽ vào những năm 1960. Bộ phim cũng đã tạo ra một album chuyển thể từ truyện tranh và nhạc phim như là một phần của việc quảng bá và tiếp thị.
Nhiều khía cạnh mang tính biểu tượng của một bộ phim James Bond điển hình đã được thiết lập trong Dr. No: bộ phim bắt đầu bằng phần giới thiệu về nhân vật thông qua góc nhìn của nòng súng và chuỗi tiêu đề chính được cách điệu cao, cả hai đều được Maurice Binder tạo ra. Nó cũng thành lập nhạc chủ đề "James Bond" mang tính biểu tượng. Nhà thiết kế sản xuất Ken Adam đã thiết lập một phong cách hình ảnh tỉ mỉ, đó là một trong những đặc điểm nổi bật của loạt phim.